# Danza del Calalá
La danza del Calalá (original del municipio de Suchiapa, Chiapas) es una tradición ancestral amada y respetada por los suchiapanecos.
La Danza del Calalá es una danza de origen prehispánico que se usaba para espantar al mal y pedir una buena cosecha. Se interpreta durante las festividades de Corpus Christi (Santísimo Sacramento del Altar). Producto del sincretismo religioso, y de manera ritual es escenificada el día de Corpus Christi en el pueblo de  Suchiapa, donde surgió y que con el paso del tiempo se llevó a municipios vecinos y de la misma etnia como son Acala, El Parral y Chiapa de Corzo. Actualmente la danza es usada para llevar enrramos, hacer rituales para la lluvia o visita a algún santo.  Estas poblaciones tienen en común que provienen de la cultura de los chiapanecas, de manera que comparten costumbres y tradiciones. Siendo Suchiapa en donde se ha conservado esta antigua danza tal cual todos los signos y mistisismos .

## Origen

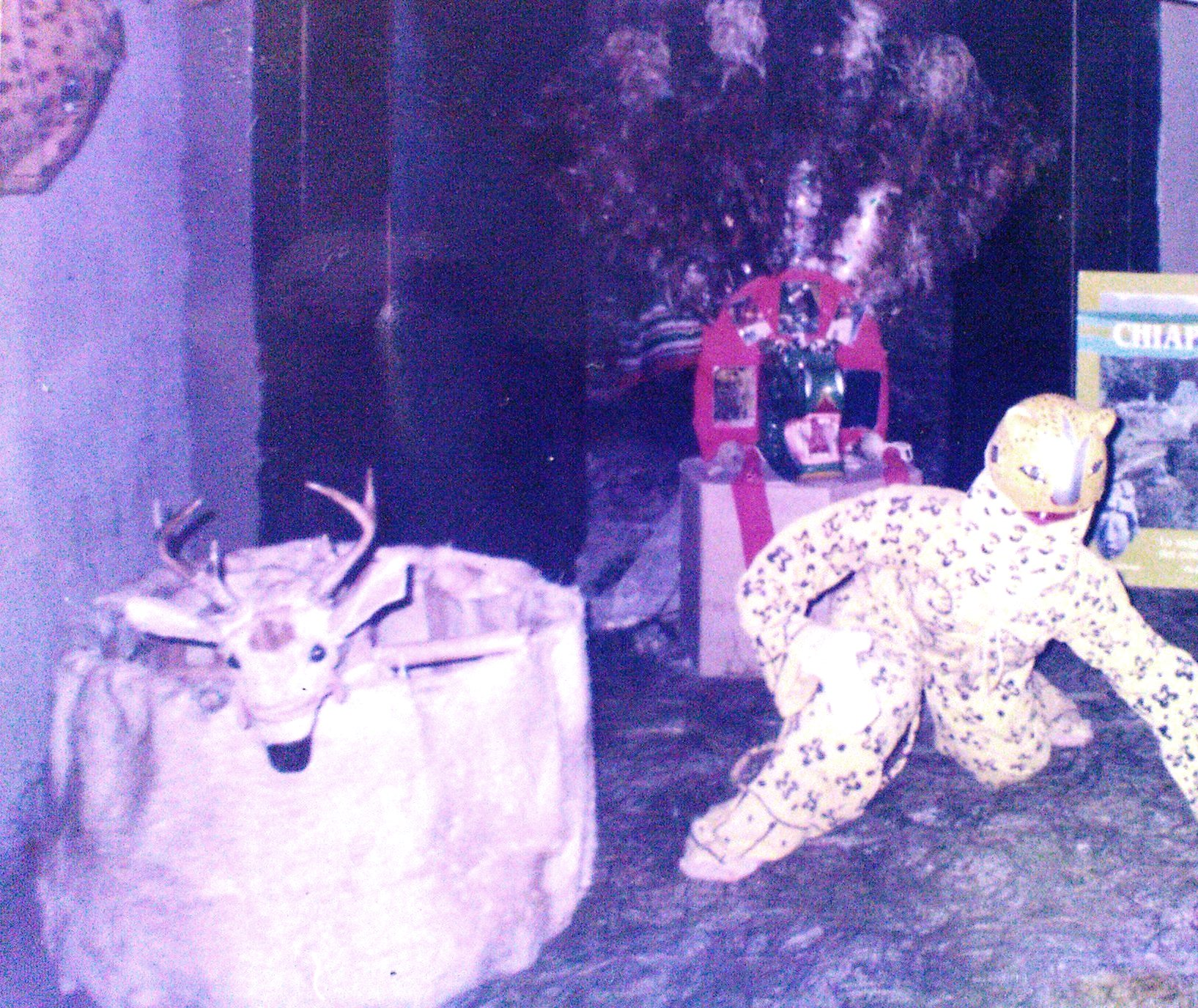
Danzante de Calalá.

La palabra "Calalá", que deviene del  Idioma chiapaneco Calaahlau (donde el venado o ciervo del cielo), de Ca- (part. locativa), Lahaa (venado o ciervo), y Na lau (jícara. Jicalpextle). Como metáfora de una jícara o un jicalpextle con fondo azul representaban el cielo los chiapanecas. La constelación del Can Menor o Canícula era llamada Nalaalau (ciervo o venado del cielo) por los chiapanecas, con la misma idea figurada que tiene el Can Menor (perrito, de can pequeño) actualmente, que acompaña al sol en su salida en la temporada de la Canícula, y que para los chiapanecas era un venado (Lahaa), el que lo hacía de acompañante. Interpretación acorde con lo connotación ideográfica representada en la danza del Calalá en Jueves de Corpus muy cercano a la canícula (15 de julio al 25 de agosto).

## Personajes
En esta danza es fundamental que intervengan personajes tales como el Calalá (Venado), el Gigantillo,  gigante o Quetzalcoátl (la serpiente emplumada), una comparsa de tigres, y los personajes que más abundan "los Chamulas" a  Los participantes de la danza del Calalá visten durante la festividad diferentes colores de traje como son rojo en casa del gigantillo, rosa para el Calalá y gigante, negro y celeste exentando a los tigres o jaguares que ellos visten con la peculiar vestimenta que  representa a sus personajes, Esta festividad tiene su punto culminante el jueves de Corpus. El misterioso Tigre Nambusheli. Este personaje es escoltado por el colmenero, persona que toca un silbato o “colmena”, en su camino donde venera y agradece.

## Descripción

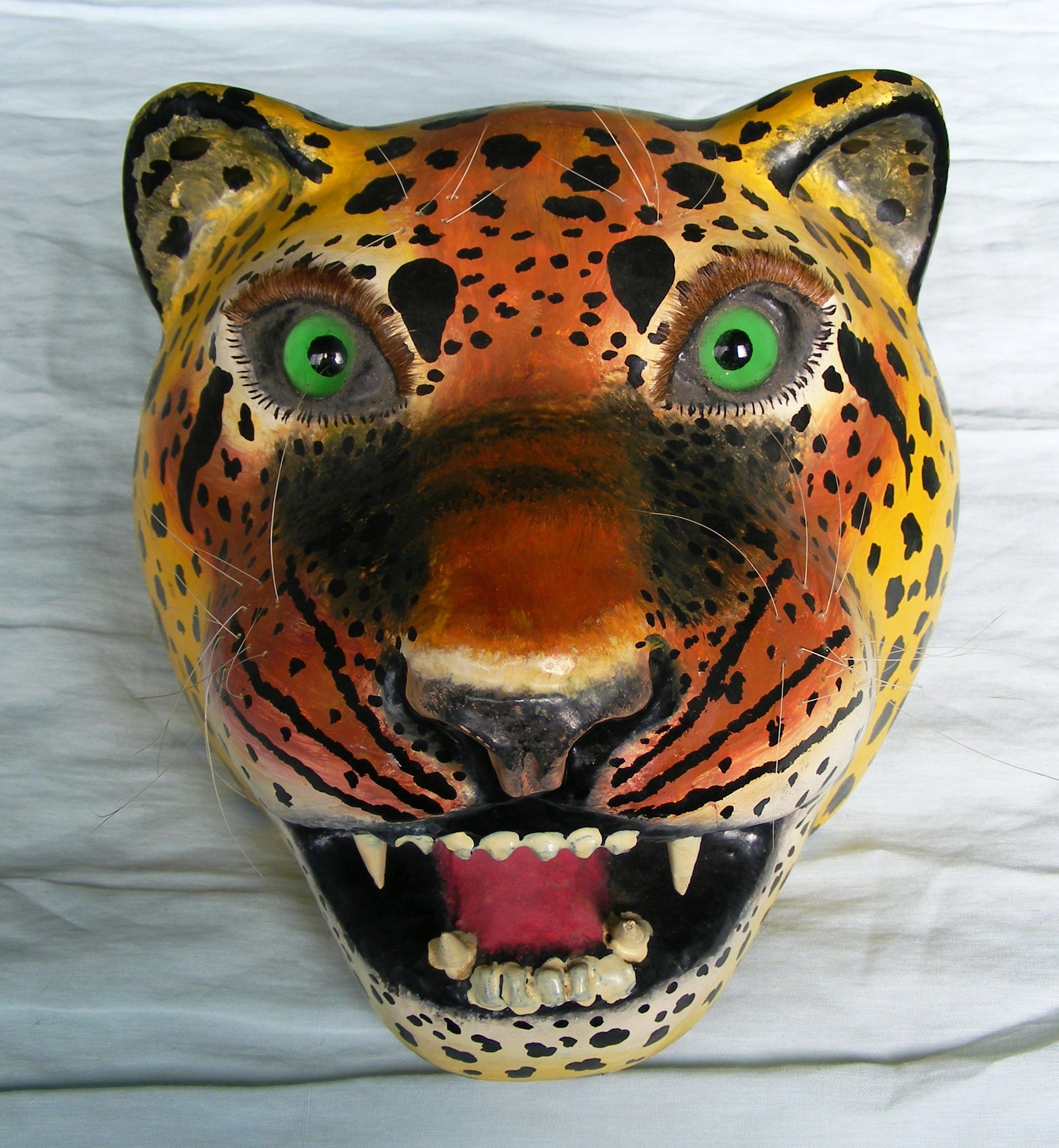
Máscara del jaguar.

Calala, nombre del personaje-actor que representa al venado o ciervo. Dicha representación consiste en una danza con música autóctona ejecutada con tambor y pito de carrizo, en la que se presenta al Calalá en una armazón rústica recubierta con piel de venado, con la cabeza encornada y cola del mismo, con máscara de madera, y como látigo el miembro viril del toro disecado, representando un venado que bufa o brama, con la chirimía de barro que utiliza, gritando constantemente ¡yatuhuá¡, ¡yatuhuá! (¡señor negro!). Además nueve actores vestidos de tigres con máscaras felinas colocadas en las cabezas, y ropaje amarillo-moteado, etcétera. La celebración de la danza se llevaba a cabo antiguamente en el cerrito del Diliñumbú o Diliñumbure (Cerro del tigre) al SE de la localidad y distante unos 2 kilómetros. Donde concurría una gran romería que duraba todo el Jueves de Corpus, regresando al barrio Santa Elena por la tarde para la consagración de la ofrenda sacrificial consistente en la presentación y flagelación de muchos niños hincados frente a la imagen del Cristo negro,  Señor de la Misericordia o Señor de Esquipulas. Mientras esto ocurría se cantaba un alabado en lengua chiapaneca, gritando constantemente ¡yatuhuá! (señor negro). Para terminar con la repartición de nanchis a todos los niños asistentes. Decaída escenográficamente la danza, e inmerso en el sincretismo religioso católico, todavía se conserva gran parte de los elementos estructurales originales.  Los músicos deben saber tocar más de 30 misterios o sones, entre los que figura el son del venado, del chamula, del llanto, del gigante, del chapulín, entre otras.  Se realiza la batalla de Goliat y el Gigantillo David. La danza del Calalá culmina con la tradicional revolcada de los tigres.